# 리벤지 (2015년 영화)
《리벤지》(HEVN, Revenge)는 노르웨이에서 제작된 커스티 스테인스보 감독의 2015년 드라마, 스릴러 영화이다. 안데르스 바스모 크리스티안센 등이 주연으로 출연하였다.

## 출연

### 주연
- 안데르스 바스모 크리스티안센(영어판)
- 트론드 에스펜 자임
- 헬레네 베르그스홀름
- 마리아 복

## 개봉
이 영화는 2015년 11월 노르웨이에서 극장 개봉되었다.